# Onleihe Dreiländereck
Die Onleihe Dreiländereck ist ein Verbund von zehn kommunalen Bibliotheken/Mediatheken aus den Landkreisen Breisgau-Hochschwarzwald, Lörrach und Waldshut im Regierungsbezirk Freiburg, die ihren registrierten Nutzern seit Juli 2013 ein Onleihe-Angebot machen.

## Zweck
Zweck der Onleihe ist es digitale Medien (eBooks, eAudios, ePapers und eMagazines) zur Ausleihe anzubieten. Da die Lizenzkosten den einzelnen Bibliotheken nicht tragbar erschienen, hat man sich zu einem Ausleihverbund zusammengeschlossen.

## Angebot
Das Angebot umfasste 2018 bereits 9500 E-Medien. E-Books können für jeweils 21 Tage ausgeliehen werden. Einige aktuelle Zeitungen und Zeitschriften können als e-Paper/e-Magazin jeweils für Stunden ausgeliehen werden. Der Zugang zum Angebot ist rund um die Uhr von jedem Internetzugang möglich.
Voraussetzung für den Zugang ist eine Anmeldung mit einem gültigen Benutzerausweis einer der teilnehmenden Bibliotheken. Benutzerausweise werden gegen eine Jahresgebühr ausgegeben, mit der dann auch die Lizenzkosten finanziert werden.

## Verbundteilnehmer
1. Mediathek Efringen-Kirchen[1]
2. Stadtbibliothek Lörrach[2]
3. Mediathek Müllheim im Markgräflerland[3]
4. Stadtbibliothek Neuenburg am Rhein[4]
5. Stadtbibliothek Schopfheim[5]
6. Öffentliche Bibliothek Staufen im Breisgau[6]
7. Stadtbibliotheken Waldshut-Tiengen[7]
8. Mediathek Wehr[8]
9. Stadtbibliothek Weil am Rhein[9]
10. Mediothek Wutöschingen[10]